# 65. Grammy-gála
A 65. Grammy-gálát 2023. február 5-én rendezték meg a Los Angeles-i Crypto.com Arénában. A jelölteket 2022. november 15-én jelentették be. Minden munkának 2021. október 1. és 2022. szeptember 30. között kellett megjelennie.

## Háttér
A gálára több kategória-, és szabályváltozást is bejelentettek:

### Változások a kategóriákban
- Öt új kategóriát hoztak létre: a Legjobb alternatív zenei teljesítmény, a Legjobb americana-teljesítmény, Legjobb videójáték- és interakítv média-zene, Legjobb költészeti album, illetve a Legjobb dalszerző (nem klasszikus)
- Létrehozták a Legjobb dal társadalmi változásért kategóriát, amit speciális díjként adnak át. A díj győztesét a Kékszalag Bizottság dönti el, azzal a céllal, hogy megjutalmazzon olyan dalokat, amik „fő témája egymás megértése, a béke építése és az empátia.”
- A Legjobb operafelvétel és a Legjobb klasszikus kompendium kategóriákban már zeneszerzők és librettisták is nyerhetnek.
- A Legjobb new age-album kategóriát átnevezték Legjobb new age-, ambient- vagy énekalbum
- A Legjobb musicalalbum kategóriában a legalább 50%-ot szerző zeneszerzők is elnyerhetik a díjat.
- A Legjobb prózai album kategóriát átnevezték Legjobb hangoskönyv, narráció vagy történetmesélő felvételre. A prózai költemények már nem nyerhetnek a kategóriában, azoknak létrehozták a Legjobb költészeti album díjat.

### Jelölési feltételek
- Ettől az évtől minden albumon legalább 75% új anyagnak kell lennie, a korábbi határ 50% volt. Ez nem érvényes a Legjobb válogatásalbum vizuális médiához, a Legjobb történelmi album, a Legjobb imerzív audióalbum, a Legjobb csomagolás, a Legjobb dobozolt és különleges kiadású csomagolás és a Legjobb albumjegyzetek kategóriákra.

### Szakértői bizottságok
- Az Év klasszikus producere, a Legjobban mérnökölt klasszikus album és a Legjobb kortárs klasszikus kompozíció kategóriákban ettől az évtől egy kinevezett bizottság dönt, akik szakértőnek számítanak a területen.

## Jelöltek

### Általános
Az év albuma
- Harry’s House – Harry Styles
  - Tyler Johnson, Kid Harpoon és Sammy Witte, producerek; Jeremy Hatcher, Oli Jacobs, Nick Lobel, Spike Stent és Sammy Witte, hangmérnökök/keverés; Amy Allen, Tobias Jesso, Jr., Tyler Johnson, Kid Harpoon, Mitch Rowland, Harry Styles és Sammy Witte, dalszerzők; Randy Merrill, maszterelés
- Voyage – ABBA
  - Benny Andersson, producer; Benny Andersson és Bernard Löhr, hangmérnökök/keverés; Benny Andersson és Björn Ulvaeus, dalszerzők; Björn Engelmann, maszterelés
- 30 – Adele
  - Shawn Everett, Ludwig Göransson, Inflo, Tobias Jesso, Jr., Greg Kurstin, Max Martin, Joey Pecoraro és Shellback, producerek; Julian Burg, Steve Churchyard, Tom Elmhirst, Shawn Everett, Serban Ghenea, Sam Holland, Michael Ilbert, Inflo, Greg Kurstin, Riley Mackin és Lasse Mårtén, hangmérnökök/keverés; Adele Adkins, Ludwig Göransson, Dean Josiah Cover, Tobias Jesso, Jr., Greg Kurstin, Max Martin és Shellback, dalszerzők; Randy Merrill, maszterelés
- Un Verano Sin Ti – Bad Bunny
  - Rauw Alejandro, Buscabulla, Chencho Corleone, Jhay Cortez, Tony Dize, Bomba Estéreo és The Marías, közreműködő előadók; Demy és Clipz, Elikai, HAZE, La Paciencia, Cheo Legendary, MAG, MagicEnElBeat, Mora, Jota Rosa, Subelo Neo és Tainy, producerek; Josh Gudwin és Roberto Rosado, hangmérnökök/keverés; Raul Alejandro Ocasio Ruiz, Benito Antonio Martinez Ocasio, Raquel Berrios, Joshua Conway, Mick Coogan, Orlando Javier Valle Vega, Jesus Nieves Cortes, Luis Del Valle, Marcos Masis, Gabriel Mora, Elena Rose, Liliana Margarita Saumet és Maria Zardoya, dalszerzők; Colin Leonard, maszterelés
- Renaissance – Beyoncé
  - Beam, Grace Jones és Tems, közreműködő előadók; Jameil Aossey, Bah, Beam, Beyoncé, Bloodpop, Boi-1Da, Cadenza, Al Cres, Mike Dean, Honey Dijon, Kelman Duran, Harry Edwards, Terius Gesteelde-Diamant, Ivor Guest, Guiltybeatz, Hit-Boy, Jens Christian Isaksen, Leven Kali, Lil Ju, MeLo-X, No I.D., NovaWav, Chris Penny, P2J, Rissi, S1a0, Raphael Saadiq, Neenyo, Skrillex, Luke Solomon, Christopher Stewart, Jahaan Sweet, Syd, Sevn Thomas, Sol Was és Stuart White, producerek; Chi Coney, Russell Graham, Guiltybeatz, Brandon Harding, Hotae Alexander Jang, Chris McLaughlin, Delroy Pottinger, Andrea Roberts, Steve Rusch, Jabbar Stevens és Stuart White, hangmérnökök/keverés; Denisia Andrews, Danielle Balbuena, Tyshane Thompson, Kevin Marquis Bellmon, Sydney Bennett, Beyoncé, Jerel Black, Michael Tucker, Atia Boggs p/k/a Ink, Dustin Bowie, David Debrandon Brown, S. Carter, Nija Charles, Sabrina Claudio, Solomon Fagenson Cole, Brittany Coney, Alexander Guy Cook, Lavar Coppin, Almando Cresso, Mike Dean, Saliou Diagne, Darius Dixson, Jocelyn Donald, Jordan Douglas, Aubrey Drake Graham, Kelman Duran, Terius The-Dream Gesteelde-Diamant, Dave Giles II, Derrick Carrington Gray, Nick Green, Larry Griffin Jr, Ronald Banful, Dave Hamelin, Aviel Calev Hirschfield, Chauncey Hollis, Jr., Ariowa Irosogie, Leven Kali, Ricky Lawson, Tizita Makuria, Julian Martrel Mason, Daniel Memmi, Cherdericka Nichols, Ernest No I.D. Wilson, Temilade Openiyi, Patrick Paige II From The Internet, Jimi Stephen Payton, Christopher Lawrence Penny, Michael Pollack, Richard Isong, Honey Redmond, Derek Renfroe, Andrew Richardson, Morten Ristorp, Nile Rodgers, Oliver Rodigan, Freddie Ross, Raphael Saadiq, Matthew Samuels, Sean Seaton, Skrillex, Corece Smith, Luke Francis Matthew Solomon, Jabbar Stevens, Christopher A. Stewart, Jahaan Sweet, Rupert Thomas, Jr. és Jesse Wilson, dalszerzők; Colin Leonard, maszterelés
- Good Morning Gorgeous – Mary J. Blige
  - DJ Khaled, Dave East, Fabolous, Fivio Foreign, Griselda, H.E.R., Jadakiss, Moneybagg Yo, Ne-Yo, Anderson .Paak, Remy Ma és Usher, közreműködő előadók; Alissia, Tarik Azzouz, Bengineer, Blacka Din Me, Rogét Chahayed, Cool és Dre, Ben Billions, DJ Cassidy, DJ Khaled, D’Mile, Wonda, Bongo Bytheway, H.E.R., Hostile Beats, Eric Hudson, London On Da Track, Leon Michels, Nova Wav, Anderson.Paak, Sl!Mwav, Streetrunner, Swizz Beatz és J White Did It, producerek; Derek Ali, Ben Chang, Luis Bordeaux, Bryce Bordone, Lauren D’Elia, Chris Galland, Serban Ghenea, Akeel Henry, Jaycen Joshua, Pat Kelly, Jhair Lazo, Shamele Mackie, Manny Marroquin, Dave Medrano, Ari Morris, Parks, Juan Peña, Ben Sedano, Kev Spencer, Julio Ulloa és Jodie Grayson Williams, hangmérnökök/keverés; Alissia Beneviste, Denisia Andrews, Archer, Bianca Atterberry, Tarik Azzouz, Mary J. Blige, David Brewster, David Brown, Shawn Butler, Rogét Chahayed, Ant Clemons, Brittany Coney, Kasseem Dean, Benjamin Diehl, DJ Cassidy, Jocelyn Donald, Jerry Duplessis, Uforo Ebong, Dernst Emile II, John Jackson, Adriana Flores, Gabriella Wilson, Shawn Hibbler, Charles A. Hinshaw, Jamie Hurton, Eric Hudson, Jason Phillips, Khaled Khaled, London Holmes, Andre Christopher Lyon, Reminisce Mackie, Leon Michels, Jerome Monroe, Jr., Kim Owens, Brandon Anderson, Jeremie Pennick, Bryan Ponce, Demond Price, Peter Skellern, Shaffer Smith, Nicholas Warwar, Deforrest Taylor, Tiara Thomas, Marcello Valenzano, Alvin Worthy, Anthony Jermaine White és Leon Youngblood, dalszerzők
- In These Silent Days – Brandi Carlile
  - Lucius, közreműködő előadó; Dave Cobb és Shooter Jennings, producerek; Brandon Bell, Dave Cobb, Tom Elmhirst, Michael Harris és Shooter Jennings, hangmérnökök/keverés; Brandi Carlile, Dave Cobb, Phil Hanseroth és Tim Hanseroth, dalszerzők; Pete Lyman, maszterelés
- Music of the Spheres – Coldplay
  - BTS, Jacob Collier, Selena Gomez és We Are KING, közreműködő előadók; Jacob Collier, Daniel Green, Oscar Holter, Jon Hopkins, Max Martin, Metro Boomin, Kang Hyo-Won, Bill Rahko, Bart Schoudel, Rik Simpson, Paris Strother és We Are KING, producerek; Guy Berryman, Jonny Buckland, Will Champion, Jacob Collier, The Dream Team, Duncan Fuller, Serban Ghenea, Daniel Green, John Hanes, Jon Hopkins, Michael Ilbert, Max Martin, Bill Rahko, Bart Schoudel, Rik Simpson és Paris Strother, hangmérnökök/keverés; Guy Berryman, Jonny Buckland, Denise Carite, Will Champion, Jacob Collier, Derek Dixie, Sam Falson, Stephen Fry, Daniel Green, Oscar Holter, Jon Hopkins, Jung Ho-Seok, Chris Martin, Max Martin, John Metcalfe, Leland Tyler Wayne, Bill Rahko, Kim Nam-Joon, Jesse Rogg, Davide Rossi, Rik Simpson, Amber Strother, Paris Strother, Min Yoon-Gi, Federico Vindver és Olivia Waithe, dalszerzők; Randy Merrill, maszterelés
- Mr. Morale & the Big Steppers – Kendrick Lamar
  - Baby Keem, Blxst, Sam Dew, Ghostface Killah, Beth Gibbons, Kodak Black, Tanna Leone, Taylour Paige, Amanda Reifer, Sampha és Summer Walker, közreműködő előadók; The Alchemist, Baby Keem, Craig Balmoris, Beach Noise, Bekon, Boi-1da, Cardo, Dahi, DJ Khalil, The Donuts, FNZ, Frano, Sergiu Gherman, Emile Haynie, J.LBS, Mario Luciano, Tyler Mehlenbacher, OKLAMA, Rascal, Sounwave, Jahaan Sweet, Tae Beast, Duval Timothy és Pharrell Williams, producerek; Derek Ali, Matt Anthony, Beach Noise, Rob Bisel, David Bishop, Troy Bourgeois, Andrew Boyd, Ray Charles Brown Jr., Derek Garcia, Chad Gordon, James Hunt, Johnny Kosich, Manny Marroquin, Erwing Olivares, Raymond J Scavo III, Matt Schaeffer, Cyrus Taghipour, Johnathan Turner és Joe Visciano, hangmérnökök/keverés; Khalil Abdul-Rahman, Hykeem Carter, Craig Balmoris, Beach Noise, Daniel Tannenbaum, Daniel Tannenbaum, Stephen Lee Bruner, Matthew Burdette, Isaac John De Boni, Sam Dew, Anthony Dixon, Victor Ekpo, Sergiu Gherman, Dennis Coles, Beth Gibbons, Frano Huett, Stuart Johnson, Bill K. Kapri, Jake Kosich, Johnny Kosich, Daniel Krieger, Kendrick Lamar, Ronald LaTour, Mario Luciano, Daniel Alan Maman, Timothy Maxey, Tyler Mehlenbacher, Michael John Mulé, D. Natche, OKLAMA, Jason Pounds, Rascal, Amanda Reifer, Matthew Samuels, Avante Santana, Matt Schaeffer, Sampha Sisay, Mark Spears, Homer Steinweiss, Jahaan Akil Sweet, Donte Lamar Perkins, Duval Timothy, Summer Walker és Pharrell Williams, dalszerzők; Michelle Mancini, maszterelés
- Special – Lizzo
  - Benny Blanco, Quelle Chris, Daoud, Omer Fedi, ILYA, Kid Harpoon, Ian Kirkpatrick, Max Martin, Nate Mercereau, The Monsters és Strangerz, Phoelix, Ricky Reed, Mark Ronson, Blake Slatkin és Pop Wansel, producerek; Benny Blanco, Bryce Bordone, Jeff Chestek, Jacob Ferguson, Serban Ghenea, Jeremy Hatcher, Andrew Hey, Sam Holland, ILYA, Stefan Johnson, Jens Jungkurth, Patrick Kehrier, Ian Kirkpatrick, Damien Lewis, Bill Malina, Manny Marroquin és Ricky Reed, hangmérnökök/keverés; Amy Allen, Daoud Anthony, Jonathan Bellion, Benjamin Levin, Thomas Brenneck, Christian Devivo, Omer Fedi, Eric Frederic, Ilya Salmanzadeh, Melissa Jefferson, Jordan K Johnson, Stefan Johnson, Kid Harpoon, Ian Kirkpatrick, Savan Kotecha, Max Martin, Nate Mercereau, Leon Michels, Nick Movshon, Michael Neil, Michael Pollack, Mark Ronson, Blake Slatkin, Peter Svensson, Gavin Chris Tennille, Theron Makiel Thomas, Andrew Wansel és Emily Warren, dalszerzők; Michelle Mancini, maszterelés

Az év felvétele
- About Damn Time – Lizzo
  - Ricky Reed és Blake Slatkin, producerek; Patrick Kehrier, Bill Malina és Manny Marroquin, hangmérnökök/keverők; Michelle Mancini, maszterelés
- Don’t Shut Me Down – ABBA
  - Benny Andersson, producer; Benny Andersson és Bernard Löhr, hangmérnökök/keverők; Björn Engelmann, maszterelés
- Easy on Me – Adele
  - Greg Kurstin, producer; Julian Burg, Tom Elmhirst és Greg Kurstin, hangmérnökök/keverők; Randy Merrill, maszterelés
- Break My Soul – Beyoncé
  - Beyoncé, Terius Gesteelde-Diamant, Jens Christian Isaksen és Christopher Tricky Stewart, producerek; Brandon Harding, Chris McLaughlin és Stuart White, hangmérnökök/keverők; Colin Leonard, maszterelés
- Good Morning Gorgeous – Mary J. Blige
  - D’Mile és H.E.R., producerek; Bryce Bordone, Serban Ghenea és Pat Kelly, hangmérnökök/keverők
- You and Me on the Rock – Brandi Carlile featuring Lucius
  - Dave Cobb és Shooter Jennings, producerek; Brandon Bell, Tom Elmhirst és Michael Harris, hangmérnökök/keverők; Pete Lyman, maszterelés
- Woman – Doja Cat
  - Crate Classics, Linden Jay, Aynzli Jones és Yeti Beats, producerek; Jesse Ray Ernster és Rian Lewis, hangmérnökök/keverők; Mike Bozzi, maszterelés
- Bad Habit – Steve Lacy
  - Steve Lacy, producer; Neal Pogue és Karl Wingate, hangmérnökök/keverők; Mike Bozzi, maszterelés
- The Heart Part 5 – Kendrick Lamar
  - Beach Noise, producer; Beach Noise, Rob Bisel, Ray Charles Brown Jr., James Hunt, Johnny Kosich, Matt Schaeffer és Johnathan Turner, hangmérnökök/keverők; Michelle Mancini, maszterelés
- As It Was – Harry Styles
  - Tyler Johnson és Kid Harpoon, producerek; Jeremy Hatcher és Spike Stent, hangmérnökök/keverők; Randy Merrill, maszterelés

Az év dala
- Just Like That
  - Bonnie Raitt, dalszerző (Raitt)
- ABCDEFU
  - Sara Davis, Gayle és Dave Pittenger, dalszerzők (Gayle)
- About Damn Time
  - Lizzo, Eric Frederic, Blake Slatkin és Theron Makiel Thomas, dalszerzők (Lizzo)
- All Too Well (10 Minute Version) (The Short Film)
  - Liz Rose és Taylor Swift, dalszerzők (Swift)
- As It Was
  - Tyler Johnson, Kid Harpoon és Harry Styles, dalszerzők (Styles)
- Bad Habit
  - Matthew Castellanos, Brittany Fousheé, Diana Gordon, John Carroll Kirby és Steve Lacy, dalszerzők (Lacy)
- Break My Soul
  - Beyoncé, S. Carter, Terius Gesteelde-Diamant és Christopher A. Stewart, dalszerzők (Beyoncé)
- Easy on Me
  - Adele Adkins és Greg Kurstin, dalszerzők (Adele)
- God Did
  - Tarik Azzouz, E. Blackmon, Khaled Khaled, F. LeBlanc, Shawn Carter, John Stephens, Dwayne Carter, William Roberts és Nicholas Warwar, dalszerzők (DJ Khaled, Rick Ross, Lil Wayne, Jay-Z, John Legend és Fridayy közreműködésével)
- The Heart Part 5
  - Jake Kosich, Johnny Kosich, Kendrick Lamar és Matt Schaeffer, dalszerzők (Lamar)

Legjobb új előadó
- Samara Joy
- Anitta
- Omar Apollo
- Domi and JD Beck
- Muni Long
- Latto
- Måneskin
- Tobe Nwigwe
- Molly Tuttle
- Wet Leg

### Pop
Legjobb szóló popénekes teljesítmény
- Easy on Me – Adele
- Moscow Mule – Bad Bunny
- Woman – Doja Cat
- Bad Habit – Steve Lacy
- About Damn Time – Lizzo
- As It Was – Harry Styles

Legjobb popduó vagy -együttes teljesítmény
- Unholy – Sam Smith és Kim Petras
- Don’t Shut Me Down – ABBA
- Bam Bam – Camila Cabello, Ed Sheeran közreműködésével
- My Universe – Coldplay és BTS
- I Like You (A Happier Song) – Post Malone és Doja Cat

Legjobb hagyományos popalbum
- Higher – Michael Bublé
- When Christmas Comes Around... – Kelly Clarkson
- I Dream of Christmas – Norah Jones
- Evergreen – Pentatonix
- Thank You – Diana Ross

Legjobb popalbum
- Harry’s House – Harry Styles
- Voyage – ABBA
- 30 – Adele
- Music of the Spheres – Coldplay
- Special – Lizzo

### Dance/Elektronikus
Legjobb tánczenei felvétel
- Break My Soul – Beyoncé
  - Beyoncé, Terius Gesteelde-Diamant, Jens Christian Isaksen és Christopher Tricky Stewart, producerek; Stuart White, keverés
- Rosewood – Bonobo
  - Simon Green, producer; Simon Green, keverés
- Don’t Forget My Love – Diplo és Miguel
  - Diplo és Maximilian Jaeger, producerek; Luca Pretolesi, keverés
- I’m Good (Blue) – David Guetta és Bebe Rexha
  - David Guetta és Timofey Reznikov, producerek; David Guetta és Timofey Reznikov, keverés
- Intimidated – Kaytranada, H.E.R. közreműködésével
  - H.E.R. és KAYTRANADA, producerek; KAYTRANADA, keverés
- On My Knees – Rüfüs Du Sol
  - Jason Evigan és RÜFÜS DU SOL, producerek; Cassian Stewart-Kasimba, keverés

Legjobb tánczenei album
- Renaissance – Beyoncé
- Fragments – Bonobo
- Diplo – Diplo
- The Last Goodbye – Odesza
- Surrender – Rüfüs du Sol

### Kortárs hangszeres zene
Legjobb kortárs hangszeres album
- Empire Central – Snarky Puppy
- Between Dreaming And Joy – Jeff Coffin
- Not Tight – DOMi & JD Beck
- Blooz – Grant Geissman
- Jacob’s Ladder – Brad Mehldau

### Rock
Legjobb rockteljesítmény
- Broken Horses – Brandi Carlile
- So Happy It Hurts – Bryan Adams
- Old Man – Beck
- Wild Child – The Black Keys
- Crawl! – IDLES
- Patient Number 9 – Ozzy Osbourne, Jeff Beck közreműködésével
- Holiday – Turnstile

Legjobb metalteljesítmény
- Degradation Rules – Ozzy Osbourne, Tony Iommi közreműködésével
- Call Me Little Sunshine – Ghost
- We’ll Be Back – Megadeth
- Kill Or Be Killed – Muse
- Blackout – Turnstile

Legjobb rockdal
- Broken Horses
  - Brandi Carlile, Phil Hanseroth és Tim Hanseroth, dalszerzők (Brandi Carlile)
- Black Summer
  - Flea, John Frusciante, Anthony Kiedis és Chad Smith, dalszerzők (Red Hot Chili Peppers)
- Blackout
  - Brady Ebert, Daniel Fang, Franz Lyons, Pat McCrory és Brendan Yates, dalszerzők (Turnstile)
- Harmonia’s Dream
  - Robbie Bennett és Adam Granduciel, dalszerzők (The War On Drugs)
- Patient Number 9
  - John Osbourne, Chad Smith, Ali Tamposi, Robert Trujillo és Andrew Wotman, dalszerzők (Ozzy Osbourne, Jeff Beck közreműködésével)

Legjobb rockalbum
- Patient Number 9 – Ozzy Osbourne
- Dropout Boogie – The Black Keys
- The Boy Named If – Elvis Costello és The Imposters
- Crawler – IDLES
- Mainstream Sellout – Machine Gun Kelly
- Lucifer On The Sofa – Spoon

### Alternatív
Legjobb alternatív zenei teljesítmény
- Chaise Longue – Wet Leg
- There’d Better Be a Mirrorball – Arctic Monkeys
- Certainty – Big Thief
- King – Florence and the Machine
- Spitting Off the Edge of the World – Yeah Yeah Yeahs, Perfume Genius közreműködésével

Legjobb alternatív zenei album
- Wet Leg – Wet Leg
- We – Arcade Fire
- Dragon New Warm Mountain I Believe in You – Big Thief
- Fossora – Björk
- Cool It Down – Yeah Yeah Yeahs

### R&B
Legjobb R&B-teljesítmény
- Hrs & Hrs – Muni Long
- Virgo’s Groove – Beyoncé
- Hurt Me So Good – Jazmine Sullivan
- Over – Lucky Daye
- Here With Me – Mary J. Blige, Anderson .Paak közreműködésével

Legjobb hagyományos R&B-teljesítmény
- Plastic Off the Sofa – Beyoncé
- Do 4 Love – Snoh Aalegra
- Good Morning Gorgeous – Mary J. Blige
- Keeps on Fallin’ – Babyface, Ella Mai közreműködésével
- ’Round Midnight – Adam Blackstone, Jazmine Sullivan közreműködésével

Legjobb R&B-dal
- Cuff It
  - Denisia Andrews, Beyoncé, Mary Christine Brockert, Brittany Coney, Terius Gesteelde-Diamant, Morten Ristorp, Nile Rodgers és Raphael Saadiq, dalszerzők (Beyoncé)
- Good Morning Gorgeous
  - Mary J. Blige, David Brown, Dernst Emile II, Gabriella Wilson és Tiara Thomas, dalszerzők (Mary J. Blige)
- Hrs & Hrs
  - Hamadi Aaabi, Dylan Graham, Priscilla Renea, Thaddis Harrell, Brandon John-Baptiste, Isaac Wriston és Justin Nathaniel Zim, dalszerzők (Muni Long)
- Hurt Me So Good
  - Akeel Henry, Michael Holmes, Luca Mauti, Jazmine Sullivan and Elliott Trent, dalszerzők (Jazmine Sullivan)
- Please Don’t Walk Away
  - PJ Morton, dalszerző (PJ Morton)

Legjobb R&B-album
- Black Radio III – Robert Glasper
- Watch the Sun – PJ Morton
- Good Morning Gorgeous – Mary J. Blige
- Breezy – Chris Brown
- Candydrip – Lucky Daye

Legjobb progresszív R&B-album
- Gemini Rights – Steve Lacy
- Drones – Terrace Martin
- Operation Funk – Cory Henry
- Red Balloon – Tank and the Bangas
- Starfruit – Moonchild

### Rap
Legjobb rapteljesítmény
- The Heart Part 5 – Kendrick Lamar
- God Did – DJ Khaled, Rick Ross, Lil Wayne, Jay-Z, John Legend és Fridayy közreműködésével
- Vegas – Doja Cat
- Pushin P – Gunna és Future, Young Thug közreműködésével
- F.N.F. (Let’s Go) – Hitkidd és GloRilla

Legjobb dallamos rapteljesítmény
- Wait for U – Future, Drake és Tems közreműködésével
- Beautiful – DJ Khaled, Future és SZA közreműködésével
- First Class – Jack Harlow
- Die Hard – Kendrick Lamar, Blxst és Amanda Reifer közreműködésével
- Big Energy (Live) – Latto

Legjobb rapdal
- The Heart Part 5
  - Jake Kosich, Johnny Kosich, Kendrick Lamar és Matt Schaeffer, dalszerzők (Kendrick Lamar)
- Churchill Downs
  - Ace G, BEDRM, Matthew Samuels, Tahrence Brown, Rogét Chahayed, Aubrey Graham, Jack Harlow és Jose Velazquez, dalszerzők (Jack Harlow, Drake közreműködésével)
- God Did
  - Tarik Azzouz, E. Blackmon, Khaled Khaled, F. LeBlanc, Shawn Carter, John Stephens, Dwayne Carter, William Roberts és Nicholas Warwar, dalszerzők (DJ Khaled, Rick Ross, Lil Wayne, Jay-Z, John Legend és Fridayy közreműködésével)
- Pushin P
  - Lucas Depante, Nayvadius Wilburn, Sergio Kitchens, Wesley Tyler Glass és Jeffery Lamar Williams, dalszerzők (Gunna és Future, Young Thug közreműködésével)
- Wait for U
  - Tejiri Akpoghene, Floyd E. Bentley III, Jacob Canady, Isaac De Boni, Aubrey Graham, Israel Ayomide Fowobaje, Nayvadius Wilburn, Michael Mule, Oluwatoroti Oke és Temilade Openiyi, dalszerzők (Future, Drake és Tems közreműködésével)

Legjobb rapalbum
- Mr. Morale & the Big Steppers – Kendrick Lamar
- God Did – DJ Khaled
- I Never Liked You – Future
- Come Home the Kids Miss You – Jack Harlow
- It’s Almost Dry – Pusha T

### Country
Legjobb szóló countryteljesítmény
- Live Forever – Willie Nelson
- Heartfirst – Kelsea Ballerini
- Something In The Orange – Zach Bryan
- In His Arms – Miranda Lambert
- Circles Around This Town – Maren Morris

Legjobb countryduó vagy -csoport teljesítmény
- Never Wanted To Be That Girl – Carly Pearce és Ashley McBryde
- Wishful Drinking – Ingrid Andress és Sam Hunt
- Midnight Rider’s Prayer – Brothers Osborne
- Outrunnin’ Your Memory – Luke Combs és Miranda Lambert
- Does He Love You - Revisited – Reba McEntire és Dolly Parton
- Going Where The Lonely Go – Robert Plant és Alison Krauss

Legjobb countrydal
- ’Til You Can’t
  - Matt Rogers és Ben Stennis, dalszerzők (Cody Johnson)
- Circles Around This Town
  - Ryan Hurd, Julia Michaels, Maren Morris és Jimmy Robbins, dalszerzők (Maren Morris)
- Doin’ This
  - Luke Combs, Drew Parker és Robert Williford, dalszerzők (Luke Combs)
- I Bet You Think About Me (Taylor’s Version) (From The Vault)
  - Lori McKenna és Taylor Swift, dalszerzők (Taylor Swift)
- If I Was A Cowboy
  - Jesse Frasure és Miranda Lambert, dalszerzők (Miranda Lambert)
- I’ll Love You Till The Day I Die
  - Rodney Crowell és Chris Stapleton, dalszerzők (Willie Nelson)

Legjobb countryalbum
- A Beautiful Time – Willie Nelson
- Growin’ Up – Luke Combs
- Palomino – Miranda Lambert
- Ashley McBryde Presents: Lindeville – Ashley McBryde
- Humble Quest – Maren Morris

### New age
Legjobb new age-, ambient- vagy énekalbum
- Mystic Mirror – White Sun
- Positano Songs – Will Ackerman
- Joy – Paul Avgerinos
- Mantra Americana – Madi Das és Dave Stringer, Bhakti Without Borders-zel
- The Passenger – Cheryl B. Engelhardt

### Jazz
Legjobb improvizált jazzszóló
- Endangered Species – Wayne Shorter és Leo Genovese
- Rounds (Live) – Ambrose Akinmusire
- Keep Holding On – Gerald Albright
- Falling – Melissa Aldana
- Call of the Drum – Marcus Baylor
- Cherokee/Koko – John Beasley

Legjobb jazzalbum
- Linger Awhile – Samara Joy
- The Evening: Live At APPARATUS – The Baylor Project
- Fade to Black – Carmen Lundy
- Fifty – The Manhattan Transfer és The WDR Funkhausorchester
- Ghost Song – Cécile McLorin Salvant

Legjobb hangszeres jazzalbum
- New Standards Vol. 1 – Terri Lyne Carrington, Kris Davis, Linda May Han Oh, Nicholas Payton és Matthew Stevens
- Live in Italy – Peter Erskine Trio
- LongGone – Joshua Redman, Brad Mehldau, Christian McBride és Brian Blade
- Live at the Detroit Jazz Festival – Wayne Shorter, Terri Lyne Carrington, Leo Genovese és Esperanza Spalding
- Parallel Motion – Yellowjackets

Legjobb jazz nagyegyüttes album
- Generation Gap Jazz Orchestra – Steven Feifke, Bijon Watson, Generation Gap Jazz Orchestra
- Bird Lives – John Beasley, Magnus Lindgren és SWR Big Band
- Remembering Bob Freedman – Ron Carter és The Jazzaar Festival Big Band
- Center Stage – Steve Gadd, Eddie Gómez, Ronnie Cuber és WDR Big Band
- Architecture of Storms – Remy Le Boeuf’s Assembly of Shadows

Legjobb latin jazzalbum
- Fandango at The Wall in New York – Arturo O’Farrill és a The Afro Latin Jazz Orchestra, The Congra Patria Son Jarocho Collective közreműködésével
- Crisálida – Danilo Pérez, The Global Messengers közreműködésével
- If You Will – Flora Purim
- Rhythm & Soul – Arturo Sandoval
- Música de las Américas – Miguel Zenón

### Gospel/Kortárs keresztény
Legjobb gospelteljesítmény vagy -dal
- Kingdom – Maverick City Music és Kirk Franklin
  - Kirk Franklin, Jonathan Jay, Chandler Moore és Jacob Poole, dalszerzők
- Positive – Erica Campbell
  - Erica Campbell, Warryn Campbell és Juan Winans, dalszerzők
- When I Pray – DOE
  - Dominique Jones és Dewitt Jones, dalszerzők
- The Better Benediction – PJ Morton, Zacardi Cortez, Gene Moore, Samoht, Tim Rogers és Darrel Walls közreműködésével
  - PJ Morton, dalszerző
- Get Up – Tye Tribbett
  - Brandon Jones, Christopher Michael Stevens, Thaddaeus Tribbett és Tye Tribbett, dalszerzők
- Away in a Manger - Lisa Barlow
  - William J. Kirkpatrick és James Ramsey, dalszerzők

Legjobb gospelalbum
- One Deluxe – Maverick City Music és Kirk Franklin
- Die To Live – Maranda Curtis
- Breakthrough: The Exodus (Live) – Ricky Dillard
- Clarity – DOE
- All Things New – Tye Tribbett

Legjobb roots gospelalbum
- The Urban Hymnal – Tennessee State University Marching Band
- Let’s Just Praise the Lord – Gaither Vocal Band
- Confessio - Irish American Roots – Keith és Kristyn Getty
- The Willie Nelson Family – Willie Nelson
- 2:22 – Karen Peck és New River

Legjobb kortárs keresztény zenei teljesítmény vagy -dal
- Fear is Not My Future – Maverick City Music és Kirk Franklin
  - Kirk Franklin, Nicole Hannel, Jonathan Jay, Brandon Lake és Hannah Shackelford, dalszerzők
- God Really Loves Us (Radio Version) – Crowder, Dante Bowe és Maverick City Music közreműködésével
  - Dante Bowe, David Crowder, Ben Glover és Jeff Sojka, dalszerzők
- So Good – DOE
  - Chuck Butler, Dominique Jones és Ethan Hulse, dalszerzők
- For God is With Us – for KING & COUNTRY és Hillary Scott
  - Josh Kerr, Jordan Reynolds, Joel Smallbone és Luke Smallbone, dalszerzők
- Holy Forever – Chris Tomlin
  - Jason Ingram, Brian Johnson, Jenn Johnson, Chris Tomlin és Phil Wickham, dalszerzők
- Hymn of Heaven (Radio Version) – Phil Wickham
  - Chris Davenport, Bill Johnson, Brian Johnson és Phil Wickham, dalszerzők

Legjobb kortárs keresztény zenei album
- Breathe – Maverick City Music
- Lion – Elevation Worship
- Life After Death – TobyMac
- Always – Chris Tomlin
- My Jesus – Anne Wilson

### Latin
Legjobb latinpop album
- Pasieros – Rubén Blades és Boca Livre
- Aguilera – Christina Aguilera
- De Adentro Pa Afuera – Camilo
- Viajante – Fonseca
- Dharma + – Sebastián Yatra

Legjobb latinrock vagy alternatív album
- MOTOMAMI – Rosalía
- El Alimento – Cimafunk
- Tinta y Tiempo – Jorge Drexler
- 1940 Carmen – Mon Laferte
- Alegoría – Gaby Moreno
- Los Años Salvajes – Fito Páez

Legjobb regionális mexikói- vagy tejanoalbum
- Un Canto por México - El Musical – Natalia Lafourcade
- Abeja Reina – Chiquis
- La Reunión (Deluxe) – Los Tigres del Norte
- EP #1 Forajido – Christian Nodal
- Qué Ganas de Verte (Deluxe) – Marco Antonio Solís

Legjobb tropikus latinalbum
- Pa’llá Voy – Marc Anthony
- Quiero Verte Feliz – La Santa Cecilia
- Lado A Lado B – Víctor Manuelle
- Legendario – Tito Nieves
- Imágenes Latinas – Spanish Harlem Orchestra
- Cumbiana II – Carlos Vives

Legjobb música urbana album
- Un Verano Sin Ti – Bad Bunny
- Trap Cake, Vol. 2 – Rauw Alejandro
- LEGENDADDY – Daddy Yankee
- La 167 – Farruko
- The Love & Sex Tape – Maluma

### Amerikai roots
Legjobb amerikai roots-teljesítmény
- Stompin’ Ground – Aaron Neville és The Dirty Dozen Brass Band
- Someday It’ll All Make Sense (Bluegrass Version) – Bill Anderson, Dolly Parton közreműködésével
- Life According to Raechel – Madison Cunningham
- Oh Betty – Fantastic Negrito
- Prodigal Daughter – Aoife O’Donovan és Allison Russell

Legjobb americana-teljesítmény
- Made Up Mind – Bonnie Raitt
- Silver Moon [A Tribute to Michael Nesmith] – Eric Alexandrakis
- There You Go Again – Asleep at the Wheel, Lyle Lovett közreműködésével
- The Message – Blind Boys of Alabama, Black Violin közreműködésével
- You And Me on the Rock – Brandi Carlile, Lucius közreműködésével

Legjobb amerikai roots-dal
- Just Like That
  - Bonnie Raitt, dalszerző (Raitt)
- Bright Star
  - Anaïs Mitchell, dalszerző (Mitchell)
- Forever
  - Sheryl Crow és Jeff Trott, dalszerzők (Sheryl Crow)
- High and Lonesome
  - T Bone Burnett és Robert Plant, dalszerzők (Robert Plant és Alison Krauss)
- Prodigal Daughter
  - Tim O’Brien és Aoife O’Donovan, dalszerzők (Aoife O’Donovan és Allison Russell)
- You And Me on the Rock
  - Brandi Carlile, Phil Hanseroth és Tim Hanseroth, dalszerzők (Brandi Carlile, Lucius közreműködésével)

Legjobb americana-album
- In These Silent Days – Brandi Carlile
- Things Happen That Way – Dr. John
- Good to Be... – Keb’ Mo’
- Raise the Roof – Robert Plant és Alison Krauss
- Just Like That... – Bonnie Raitt

Legjobb bluegrassalbum
- Crooked Tree – Molly Tuttle és Golden Highway
- Toward the Fray – The Infamous Stringdusters
- Almost Proud – The Del McCoury Band
- Calling You from My Mountain – Peter Rowan
- Get Yourself Outside – Yonder Mountain String Band

Legjobb hagyományos bluesalbumért
- Get On Board – Taj Mahal és Ry Cooder
- Heavy Load Blues – Gov’t Mule
- The Blues Don’t Lie – Buddy Guy
- The Sun Is Shining Down – John Mayall
- Mississippi Son – Charlie Musselwhite

Legjobb kortárs bluesalbumért
- Brother Johnny – Edgar Winter
- Done Come Too Far – Shemekia Copeland
- Crown – Eric Gales
- Bloodline Maintenance – Ben Harper
- Set Sail – North Mississippi Allstars

Legjobb folkalbum
- Revealer – Madison Cunningham
- Spellbound – Judy Collins
- The Light at the End of the Line – Janis Ian
- Age of Apathy – Aoife O’Donovan
- Hell on Church Street – Punch Brothers

Legjobb regionális roots zenei album
- Live at the 2022 New Orleans Jazz & Heritage Festival – Ranky Tanky
- Full Circle – Sean Ardoin és Kreole Rock és Soul, LSU Golden Band from Tigerland közreműködésével
- Natalie Noelani – Natalie Ai Kamauu
- Halau Hula Keali’i O Nalani - Live at the Getty Center – Halau Hula Keali’i O Nalani
- Lucky Man – Nathan és The Zydeco Cha Chas

### Reggae
Legjobb reggae-album
- The Kalling – Kabaka Pyramid
- Gifted – Koffee
- Scorcha – Sean Paul
- Third Time’s the Charm – Protoje
- Com Fly Wid Mi – Shaggy

### Világzene
Legjobb világzenei teljesítmény
- Bayethe – Wouter Kellerman, Zakes Bantwini és Nomcebo Zikode
- Udhero Na – Arooj Aftab és Anoushka Shankar
- Gimme Love – Matt B és Eddy Kenzo
- Last Last – Burna Boy
- Neva Bow Down – Rocky Dawuni, Blvk H3ro közreműködésével

Legjobb világzenei album
- Sakura – Masa Takumi
- Shuruaat – Berklee Indian Ensemble
- Love, Damini – Burna Boy
- Queen of Sheba – Angélique Kidjo és Ibrahim Maalouf
- Between Us... (Live) – Anoushka Shankar, Metropole Orkest és Jules Buckley, Manu Delago közreműködésével

### Gyerekzene
Legjobb gyerekzenei album
- The Movement – Alphabet Rockers
- Ready Set Go! – Divinity Roxx
- Space Cadet – Justin Roberts
- Los Fabulosos – Lucky Diaz and the Family Jam Band
- Into the Little Blue House – Wendy and DB

### Költészeti albumok
Legjobb hangoskönyv, narráció vagy történetmesélő felvétel
- Finding Me – Viola Davis
- Act Like You Got Some Sense – Jamie Foxx
- Aristotle and Dante Dive into the Waters of the World – Lin-Manuel Miranda
- All About Me!: My Remarkable Life in Show Business – Mel Brooks
- Music Is History – Questlove

Legjobb költészeti album
- The Poet Who Sat by the Door – J. Ivy
- Call Us What We Carry: Poems – Amanda Gorman
- You Will Be Someone’s Ancestor. Act Accordingly. – Amir Sulaiman
- Black Men Are Precious – Ethelbert Miller
- Hiding in Plain View – Malcolm-Jamal Warner

### Komédia
Legjobb komédiai album
- The Closer – Dave Chappelle
- Comedy Monster – Jim Gaffigan
- A Little Brains, A Little Talent – Randy Rainbow
- Sorry – Louis C.K.
- We All Scream – Patton Oswalt

### Musical
Legjobb musicalalbum
- Vadregény (2022 Broadway Cast Recording) – Sara Bareilles, Brian D’Arcy James, Patina Miller, és Phillipa Soo, szólóista; Rob Berman és Sean Patrick Flahaven, producerek; Stephen Sondheim, zeneszerző/dalszövegíró (2022 Broadway Cast)
- Caroline, or Change – John Cariani, Sharon D. Clarke, Caissie Levy, és Samantha Williams, szólóista; Van Dean, Nicel Lilley, Lawrence Manchester, Elliott Scheiner, és Jeanine Tesori, producerek; Jeanine Tesori, zeneszerző; Tony Kushner, dalszövegíró (New Broadway Cast)
- MJ The Musical – Myles Frost és Tavon Olds-Sample, szólóista; David Holcenberg, Derik Lee, és Jason Michael Webb, producerek (Original Broadway Cast)
- Mr. Saturday Night – Shoshana Bean, Billy Crystal, Randy Graff, és David Paymer, szólóista; Jason Robert Brown, Sean Patrick Flahaven, és Jeffrey Lesser, producerek; Jason Robert Brown, zeneszerző; Amanda Green, dalszövegíró (Original Broadway Cast)
- Six: Live on Opening Night – Joe Beighton, Tom Curran, Sam Featherstone, Paul Gatehouse, Toby Marlow és Lucy Moss, producerek; Toby Marlow és Lucy Moss, zeneszerző/dalszövegíró (Original Broadway Cast)
- A Strange Loop – Jaquel Spivey, szólóista; Michael Croiter, Michael R. Jackson, Charlie Rosen, és Rona Siddiqui, producerek; Michael R. Jackson, dalszövegíró/zeneszerző (Original Broadway Cast)

### Zene vizuális médiához
Legjobb válogatásalbum vizuális médiához
- Encanto – Több előadó
- Elvis – Több előadó
- Stranger Things: Music from the Netflix Original Series, Season 4 – Több előadó
- Top Gun: Maverick – Lorne Balfe, Harold Faltermeyer, Lady Gaga és Hans Zimmer
- West Side Story – Több előadó

Legjobb eredeti filmzene
- Encanto – Germaine Franco
- No Time to Die – Hans Zimmer
- The Power of the Dog – Jonny Greenwood
- The Batman – Michael Giacchino
- Succession: Season 3 – Nicholas Britell

Legjobb vizuális médiához szerzett dal
- We Don’t Talk About Bruno (Encanto)
  - Lin-Manuel Miranda, dalszerző (Carolina Gaitán - La Gaita, Mauro Castillo, Adassa, Rhenzy Feliz, Diane Guerrero, Stephanie Beatriz és az Encanto szereposztása)
- Be Alive (Richard király)
  - Beyoncé és Darius Scott Dixson, dalszerzők (Beyoncé)
- Carolina (Ahol a folyami rákok énekelnek)
  - Taylor Swift, dalszerző (Swift)
- Hold My Hand (Top Gun: Maverick)
  - BloodPop és Stefani Germanotta, dalszerzők (Lady Gaga)
- Keep Rising (The Woman King – A harcos)
  - Angélique Kidjo, Jeremy Lutito és Jessy Wilson, dalszerzők (Jessy Wilson, Angelique Kidjo közreműködésével)
- Nobody Like U (Pirula Panda)
  - Billie Eilish és Finneas O’Connell, dalszerzők (4*Town, Jordan Fisher, Finneas O’Connell, Josh Levi, Topher Ngo, Grayson Villanueva)

Legjobb videójáték- és interakítv média-zene
- Assassin’s Creed Valhalla: Dawn of Ragnarök – Stephanie Economou
- Aliens: Fireteam Elite – Austin Wintory
- Call of Duty: Vanguard – Bear McCreary
- Old World – Christopher Tin
- Marvel’s Guardians of the Galaxy – Richard Jacques

### Zeneszerzés/hangszerelés
Legjobb hangszeres kompozíció
- Refuge
  - Geoffrey Keezer, zeneszerző
- African Tales
  - Paquito D’Rivera, zeneszerző (Tasha Warren és Dave Eggar)
- El País Invisible
  - Miguel Zenón, zeneszerző (Miguel Zenón, José Antonio Zayas Cabán, Ryan Smith és Casey Rafn)
- Fronteras (Borders) Suite: Al-Musafir Blues
  - Danilo Pérez, zeneszerző (Danilo Pérez, The Global Messengers közreműködésével)
- Snapshots
  - Pascal Le Boeuf, zeneszerző (Tasha Warren és Dave Eggar)

Legjobb hangszeres vagy a capella hangszerelés
- Scrapple From The Apple
  - John Beasley, hangszerelés (Magnus Lindgren, John Beasly és The SWR Big Band, Martin Auer közreműködésével)
- As Days Go By (An Arrangement of The Family Matters Theme Song)
  - Armand Hutton, hangszerelés (Armand Hutton Featuring Terrell Hunt és Just 6)
- How Deep Is Your Love
  - Matt Cusson, hangszerelés (Kings Return)
- Main Titles (Doctor Strange In The Multiverse Of Madness)
  - Danny Elfman, hangszerelés (Danny Elfman)
- Minnesota, WI
  - Remy Le Boeuf, hangszerelés (Remy Le Boeuf)

Legjobb hangszeres vagy vokális hangszerelés
- Songbird (Orchestral Version)
  - Vince Mendoza, hangszerelés (Christine McVie)
- Let It Happen
  - Louis Cole, hangszerelés (Louis Cole)
- Never Gonna Be Alone
  - Jacob Collier, hangszerelés (Jacob Collier, Lizzy McAlpine és John Mayer közreműködésével)
- Optimistic Voices / No Love Dying
  - Cécile McLorin Salvant, hangszerelés (Cécile McLorin Salvant)
- 2 + 2 = 5 (Arr. Nathan Schram)
  - Nathan Schram és Becca Stevens, hangszereléss (Becca Stevens és Attacca Quartet)

### Csomagolás, jegyzetek
Legjobb történelmi album
- Yankee Hotel Foxtrot (20th Anniversary Super Deluxe Edition)
  - Cheryl Pawelski és Jeff Tweedy, válogatásproducerek; Bob Ludwig, maszterelés (Wilco)
- Against The Odds: 1974-1982
  - Tommy Manzi, Steve Rosenthal és Ken Shipley, válogatásproducer; Michael Graves, maszterelés; Tom Camuso, restaurációs hangmérnök (Blondie)
- The Goldberg Variations - The Complete Unreleased 1981 Studio Sessions
  - Robert Russ, válogatásproducer; Martin Kistner, maszterelés (Glenn Gould)
- Life’s Work: A Retrospective
  - Scott Billington, Ted Olson és Mason Williams, válogatásproducerek; Paul Blakemore, maszterelés (Doc Watson)
- To Whom It May Concern...
  - Jonathan Sklute, válogatásproducer; Kevin Marques Moo, maszterelés (Freestyle Fellowship)

Legjobb csomagolás
- Beginningless Beginning
  - Csun-Tien Hszia és Csing-Jang Hsziao, művészeti igazgatók (Tamsui-Kavalan Chinese Orchestra)
- Divers
  - William Stichter, művészeti igazgató (Soporus)
- Everything Was Beautiful
  - Mark Farrow, művészeti igazgató (Spiritualized)
- Telos
  - Ming Liu, művészeti igazgató (Fann)
- Voyeurist
  - Tnsn Dvsn, művészeti igazgató (Underoath)

Legjobb dobozolt és különleges kiadású csomagolás
- In and Out of the Garden: Madison Square Garden ’81, ’82, ’83
  - Lisa Glines, Doran Tyson és Dave Van Patten, művészeti igazgatók (The Grateful Dead)
- Artists Inspired By Music: Interscope Reimagined
  - Josh Abraham, Steve Berman, Jimmy Iovine, John Janick és Jason Sangerman, művészeti igazgatók (Több előadó)
- Big Mess
  - Berit Gwendolyn Gilma, művészeti igazgató (Danny Elfman)
- Black Pumas (Collector’s Edition Box Set)
  - Jenna Krackenberger, Anna McCaleb és Preacher, művészeti igazgatók (Black Pumas)
- Book
  - Paul Sahre, art director (They Might Be Giants)

Legjobb albumjegyzetek
- Yankee Hotel Foxtrot (20th Anniversary Super Deluxe Edition)
  - Bob Mehr, albumjegyzetíró (Wilco)
- The American Clavé Recordings
  - Fernando González, albumjegyzetíró (Astor Piazzolla)
- Andy Irvine & Paul Brady
  - Gareth Murphy, albumjegyzetíró (Andy Irvine és Paul Brady)
- Harry Partch, 1942
  - John Schneider, albumjegyzetíró (Harry Partch)
- Life’s Work: A Retrospective
  - Ted Olson, albumjegyzetíró (Doc Watson)

### Utómunka
Legjobban mérnökölt nem klasszikus album
- Harry’s House
  - Jeremy Hatcher, Oli Jacobs, Nick Lobel, Mark Stent és Sammy Witte, hangmérnökök; Randy Merrill, maszterelés (Harry Styles)
- Adolescence
  - George Nicholas és Ryan Schwabe, hangmérnökök; Ryan Schwabe, maszterelés (Baynk)
- Black Radio III
  - Daniel Farris, Tiffany Gouché, Keith Lewis, Musiq Soulchild, Reginald Nicholas, Q-Tip, Amir Sulaiman, Michael Law Thomas és Jon Zacks, hangmérnökök; Chris Athens, maszterelés (Robert Glasper)
- Chloë and the Next 20th Century
  - Dave Cerminara és Jonathan Wilson, hangmérnökök; Adam Ayan, maszterelés (Father John Misty)
- Wet Leg
  - Jon McMullen, Joshua Mobaraki, Alan Moulder és Alexis Smith, hangmérnökök; Matt Colton, maszterelés (Wet Leg)

Legjobban mérnökölt klasszikus album
- Bates: Philharmonia Fantastique - The Making of the Orchestra
  - Shawn Murphy, Charlie Post és Gary Rydstrom, hangmérnökök; Michael Romanowski, maszterelés (Edwin Outwater és Chicago Symphony Orchestra)
- Beethoven: Symphony No. 6; Stucky: Silent Spring
  - Mark Donahue, hangmérnök; Mark Donahue, maszterelés (Manfred Honeck és Pittsburgh Symphony Orchestra)
- Perspectives
  - Jonathan Lackey, Bill Maylone és Dan Nichols, hangmérnökök; Joe Lambert, maszterelés (Third Coast Percussion)
- Tuvayhun - Beatitudes for a Wounded World
  - Morten Lindberg, hangmérnök; Morten Lindberg, maszterelés (Anita Brevik, Nidarosdomens Jentekor és Trondheimsolistene)
- Williams: Violin Concerto No. 2 & Selected Film Themes
  - Bernhard Güttler, Shawn Murphy és Nick Squire, hangmérnökök; Christoph Stickel, maszterelés (Anne-Sophie Mutter, John Williams és Boston Symphony Orchestra)

Legjobb nem klasszikus remixelt felvétel
- About Damn Time (Purple Disco Machine Remix)
  - Purple Disco Machine, remixelő (Lizzo)
- Break My Soul (Terry Hunter Remix)
  - Terry Hunter, remixelő (Beyoncé)
- Easy Lover (Four Tet Remix)
  - Four Tet, remixelő (Ellie Goulding)
- Slow Song (Paul Woolford Remix)
  - Paul Woolford, remixelő (The Knocks és Dragonette)
- Too Late Now (Soulwax Remix)
  - Soulwax, remixelő (Wet Leg)

Legjobb imerzív audióalbum
- Divine Tides
  - Eric Schilling, imerzív keverési hangmérnök; Stewart Copeland, Ricky Kej és Herbert Waltl, imerzív producerek (Stewart Copeland és Ricky Kej)
- Aguilera
  - Jaycen Joshua, imerzív keverési hangmérnök; Jaycen Joshua, imerzív maszterelés (Christina Aguilera)
- Memories...Do Not Open
  - Mike Piacentini, imerzív keverési hangmérnök; Mike Piacentini, imerzív maszterelés; Adam Alpert, Alex Pall, Jordan Stilwell és Andrew Taggart, imerzív producerek (The Chainsmokers)
- Picturing the Invisible - Focus 1
  - Jim Anderson, imerzív keverési hangmérnök; Morten Lindberg és Ulrike Schwarz, imerzív maszterelés; Jane Ira Bloom és Ulrike Schwarz, imerzív producerek (Jane Ira Bloom)
- Tuvayhun — Beatitudes For a Wounded World
  - Morten Lindberg, imerzív keverési hangmérnök; Morten Lindberg, imerzív maszterelés; Morten Lindberg, imerzív producer (Nidarosdomens Jentekor és Trondheimsolistene)

Az év nem klasszikus producere
- Jack Antonoff
  - All Too Well (10 Minute Version) (Taylor’s Version) (From The Vault) (Taylor Swift) (D)
  - Dance Fever (Florence + The Machine) (A)
  - I Still Believe (Diana Ross) (D)
  - Minions: The Rise Of Gru (Több előadó) (A)
  - Part of the Band (The 1975) (K)
- Dan Auerbach
  - Dropout Boogie (The Black Keys) (A)
  - El Bueno Y El Malo (Hermanos Gutiérrez) (D)
  - Nightmare Daydream (The Velveteers) (A)
  - Rich White Honky Blues (Hank Williams Jr.) (A)
  - Something Borrowed, Something New: A Tribute to John Anderson (Több előadó) (A)
  - Strange Time to Be Alive (Early James) (A)
  - Sweet Unknown (Ceramic Animal) (A)
  - Tres Hermanos (Hermanos Gutiérrez) (D)
  - Young Blood (Marcus King) (A)
- Boi-1da
  - Chronicles (Cordae, H.E.R. és Lil Durk közreműködésével) (D)
  - Churchill Downs (Jack Harlow, Drake közreműködésével) (D)
  - Heated (Beyoncé) (D)
  - Mafia (Travis Scott) (K)
  - N95 (Kendrick Lamar) (D)
  - Nail Tech (Jack Harlow) (D)
  - Not Another Love Song (Ella Mai) (D)
  - Scarred (Giveon) (D)
  - Silent Hill (Kendrick Lamar) (D)
- Dahi
  - Buttons (Steve Lacy) (D)
  - Count Me Out (Kendrick Lamar) (D)
  - Die Hard (Kendrick Lamar) (D)
  - DJ Quik (Vince Staples) (D)
  - Father Time (Kendrick Lamar, Sampha közreműködésével) (D)
  - Give You the World (Steve Lacy) (D)
  - Mercury (Steve Lacy) (D)
  - Mirror (Kendrick Lamar) (D)
  - Rich Spirit (Kendrick Lamar) (D)
- Dernst Emile II
  - Candy Drip (Lucky Daye) (A)
  - An Evening with Silk Sonic (Bruno Mars, Anderson .Paak és Silk Sonic) (A)
  - Good Morning Gorgeous (Mary J. Blige) (K)
  - Sometimes I Feel Like a Motherless Child (Jazmine Sullivan) (K)

Az év klasszikus producere
- Judith Sherman
  - Akiho: Oculus (Több előadó) (A)
  - Bach, C.P.E.: Sonatas & Rondos (Marc-André Hamelin) (A)
  - Bolcom: The Complete Rags (Marc-André Hamelin) (A)
  - Felix & Fanny Mendelssohn: String Quartets (Takács Quartet) (A)
  - Huang Ro’s A Dust in Time (Del Sol Quartet) (A)
  - It Feels Like (Eunbi Kim) (A)
  - León: Teclas de Mi Piano (Adam Kent) (A)
  - Violin Odyssey (Itamar Zorman és Ieva Jokubaviciute) (A)
  - Works By Florence Price, Jessie Montgomery, Valerie Coleman (Michael Repper és New York Youth Symphony) (A)
- Jonathan Allen
  - Aspire (Seunghee Lee, JP Jofre, Enrico Fagone és London Symphony Orchestra) (A)
  - Cooper: Continuum (Jessica Cottis, Adjoah Andoh, Clio Gould és The Oculus Ensemble) (A)
  - Muse (Sheku Kanneh-Mason és Isata Kanneh-Mason) (A)
  - Origins (Lucie Horsch) (A)
  - Saudade (Plinio Fernandes) (A)
  - Schubert: Winterreise (Benjamin Appl) (A)
  - Secret Love Letters (Lisa Batiashvili, Yannick Nézet-Séguin & Philadelphia Orchestra) (A)
  - Song (Sheku Kanneh-Mason) (A)
- Christoph Franke
  - Brahms & Berg: Violin Concertos (Christian Tetzlaff, Robin Ticciati és Deutsches Symphonie-Orchester Berlin) (A)
  - John Williams - The Berlin Concert (John Williams és Berliner Philharmoniker) (A)
  - Mendelssohn: Piano Concertos (Lars Vogt és Orchestre de Chambre de Paris) (A)
  - Mozart: Complete Piano Sonatas (Elisabeth Leonskaja) (A)
  - Mozart Y Mambo: Cuban Dances (Sarah Willis, José Antonio Méndez Padrón és Havana Lyceum Orchestra) (A)
- James Ginsburg
  - As We Are (Julian Velasco) (A)
  - Avant L’Orage - French String Trios (Black Oak Ensemble) (A)
  - Gems from Armenia (Aznavoorian Duo) (A)
  - Stephenson: Symphony No. 3, ’Visions’ (Vladimir Kulenovic és Lake Forest Symphony) (A)
  - Trios from Contemporary Chicago (Lincoln Trio) (A)
  - When There Are No Words - Revolutionary Works for Oboe and Piano (Alex Klein és Phillip Bush) (A)
- Elaine Martone
  - Beethoven: The Last Sonatas (Gerardo Teissonnière) (A)
  - Big Things (Icarus Quartet) (A)
  - Perspectives (Third Coast Percussion) (A)
  - Schnittke: Concerto for Piano and Strings; Prokofiev: Symphony No. 2 (Yefim Bronfman, Franz Welser-Möst és The Cleveland Orchestra) (A)
  - Strauss: Three Tone Poems (Franz Welser-Möst és The Cleveland Orchestra) (A)
  - Upon Further Reflection (John Wilson) (A)

### Zeneszerzés
Legjobb nem klasszikus dalszerző
- Tobias Jesso Jr.
  - Boyfriends (Harry Styles) (D)
  - Can I Get It (Adele) (D)
  - Careless (FKA Twigs, Daniel Caesar közreműködésével) (D)
  - C’mon Baby Cry (Orville Peck) (D)
  - Dotted Lines (King Princess) (D)
  - Let You Go (Diplo és TSHA) (K)
  - No Good Reason (Omar Apollo) (D)
  - Thank You Song (FKA Twigs) (D)
  - To Be Loved (Adele) (D)
- Amy Allen
  - For My Friends (King Princess) (K)
  - The Hardest Part (Alexander23) (K)
  - If We Were A Party (Alexander23) (K)
  - If You Love Me (Lizzo) (D)
  - Magic Wand (Alexander23) (D)
  - Matilda (Harry Styles) (D)
  - Move Me (Charli XCX) (D)
  - Too Bad (King Princess) (K)
  - Vicious (Sabrina Carpenter) (K)
- Nija Charles
  - Cozy (Beyoncé) (D)
  - Ex For A Reason (Summer Walker, JT From City Girls-zel) (D)
  - Good Love (City Girls, Usher közreműködésével) (K)
  - Iykyk (Lil Durk, Ella Mai és A Boogie Wit Da Hoodie közreműködésével) (D)
  - Lobby (Anitta & Missy Elliott) (K)
  - Ride For You (Meek Mill, Kehlani közreműködésével) (D)
  - Sweetest Pie (Megan Thee Stallion és Dua Lipa) (K)
  - Tangerine (Kehlani) (D)
  - Throw It Away (Summer Walker) (D)
- The-Dream
  - Break My Soul (Beyoncé) (K)
  - Church Girl (Beyoncé) (D)
  - Energy (Beyoncé) (D)
  - I’m That Girl (Beyoncé) (D)
  - Mercedes (Brent Faiyaz) (K)
  - Rock N Roll (Pusha T, Kanye West és Kid Cudi közreműködésével) (D)
  - Rolling Stone (Brent Faiyaz) (D)
  - Summer Renaissance (Beyoncé) (D)
  - Thique (Beyoncé) (D)
- Laura Veltz
  - Background Music (Maren Morris) (D)
  - Feed (Demi Lovato) (D)
  - Humble Quest (Maren Morris) (D)
  - Pain (Ingrid Andress) (D)
  - 29 (Demi Lovato) (D)

### Klasszikus
Legjobb zenekari előadás
- Works by Florence Price, Jessie Montgomery, Valerie Coleman
  - New York Youth Symphony
- John Williams: The Berlin Concert
  - Berlin Philharmonic és John Williams
- Dvořák: Symphonies Nos. 7-9
  - Los Angeles Philharmonic és Gustavo Dudamel
- Sila: The Breath of the World
  - Több előadó
- Stay on It
  - Wild Up és Christopher Rountree

Legjobb operafelvétel
- Blanchard: Fire Shut Up In My Bones
  - Yannick Nézet-Séguin, karmester; Angel Blue, Will Liverman, Latonia Moore és Walter Russell III; David Frost, producer (The Metropolitan Opera Orchestra; The Metropolitan Opera Chorus)
- Aucoin: Eurydice
  - Yannick Nézet-Séguin, karmester; Barry Banks, Nathan Berg, Joshua Hopkins, Erin Morley és Jakub Józef Orliński; David Frost, producer (The Metropolitan Opera Orchestra; The Metropolitan Opera Chorus)
- Davis: X - The Life And Times Of Malcolm X
  - Gil Rose, karmester; Ronnita Miller, Whitney Morrison, Victor Robertson és Davóne Tines; Gil Rose, producer (Boston Modern Orchestra Project; Odyssey Opera Chorus)

Legjobb kórusteljesítmény
- Born
  - Donald Nally, karmester (Dominic German, Maren Montalbano, Rebecca Myers és James Reese; The Crossing)
- Bach: St. John Passion
  - John Eliot Gardiner, karmester (English Baroque Soloists; Monteverdi Choir)
- Verdi: Requiem - The Met Remembers 9/11
  - Yannick Nézet-Séguin, karmester; Donald Palumbo, kórusmester (Michelle DeYoung, Eric Owens, Ailyn Pérez és Matthew Polenzani; The Metropolitan Opera Orchestra; The Metropolitan Opera Chorus)

Legjobb kiszenekari előadás
- Shaw: Evergreen – Attacca Quartet
- Beethoven: Complete String Quartets, Volume 2 - The Middle Quartets – Dover Quartet
- Musical Remembrances – Neave Trio
- Perspectives – Third Coast Percussion
- What Is American – PUBLIQuartet

Legjobb klasszikus hangszeres szóló
- Letters For The Future – Time for Three; Hszien Csang, karmester (The Philadelphia Orchestra)
- Abels: Isolation Variation – Hilary Hahn
- Bach: The Art Of Life – Danyiil Trifonov
- Beethoven: Diabelli Variations – Ucsida Micuko
- A Night In Upper Town - The Music Of Zoran Krajacic – Mak Grgić

Legjobb klasszikus szólóalbum
- Voice Of Nature - The Anthropocene
  - Renée Fleming, szólóista; Yannick Nézet-Séguin, zongorista
- Eden
  - Joyce DiDonato, szólóista; Maxim Emelyanycsev, karmester (Il Pomo D’Oro)
- How Do I Find You
  - Sasha Cooke, szólóista; Kirill Kuzmin, zongorista
- Okpebholo: Lord, How Come Me Here?
  - Will Liverman, szólóista; Paul Sánchez, pianist (J’Nai Bridges és Caen Thomason-Redus)
- Stranger - Works For Tenor By Nico Muhly
  - Nicholas Phan, szólóista (Eric Jacobson; Brooklyn Rider & The Knights; Reginald Mobley)

Legjobb klasszikus kompendium
- An Adoption Story Starr Parodi és Kitt Wakeley; Jeff Fair, Starr Parodi és Kitt Wakeley, producerek
- Aspire JP Jofre és Seunghee Lee; Enrico Fagone, karmester; Jonathan Allen, producer
- A Concert For Ukraine Yannick Nézet-Séguin, karmester; David Frost, producer
- The Lost Birds Voces8; Barnaby Smith és Christopher Tin, karmesterek; Sean Patrick Flahaven és Christopher Tin, producerek

Legjobb kortárs klasszikus kompozíció
- Puts: Contact Kevin Puts, zeneszerző (Hszien Csang, Time for Three és a The Philadelphia Orchestra)
- Akiho: Ligneous Suite Andy Akiho, zeneszerző (Ian Rosenbaum és Dover Quartet)
- Bermel: Intonations Derek Bermel, zeneszerző (Jack Quartet)
- Gubaidulina: The Wrath Of God Sofia Gubaidulina, zeneszerző (Andris Nelsons és Gewandhausorchester)
- Simon: Requiem For The Enslaved Carlos Simon, zeneszerző (Carlos Simon, MK Zulu, Marco Pavé és Hub New Music)

### Videóklip
Legjobb videóklip
- All Too Well: The Short Film – Taylor Swift
  - Taylor Swift, rendező; Saul Germaine, producer
- Easy on Me – Adele
  - Xavier Dolan, rendező; Xavier Dolan és Nancy Grant, producerek
- Yet to Come – BTS
  - Yong Seok Choi, rendező; Tiffany Suh, producer
- Woman – Doja Cat
  - Child., rendező; Missy Galanida, Sam Houston, Michelle Larkin és Isaac Rice, producerek
- The Heart Part 5 – Kendrick Lamar
  - Dave Free és Kendrick Lamar, rendezők; Jason Baum és Jamie Rabineau, producerek
- As It Was – Harry Styles
  - Tanja Mujino, rendező; Frank Borin, Ivanna Borin, Fred Bonham Carter és Alexa Haywood, producerek

Legjobb zenei film
- Jazz Fest: A New Orleans Story – Több előadó
  - Frank Marshall és Ryan Suffern, rendezők; Frank Marshall, Sean Stuart és Ryan Suffern, producerek
- Adele One Night Only – Adele
  - Paul Dugdale, rendező
- Our World – Justin Bieber
  - Michael D. Ratner, rendező; Kfir Goldberg, Andy Mininger és Scott Ratner, producerek
- Billie Eilish Live at the O2 – Billie Eilish
  - Sam Wrench, rendező; Michelle An, Tom Colbourne, Chelsea Dodson és Billie Eilish, producerek
- Motomami (Rosalía TikTok Live Performance) – Rosalía
  - Ferrán Echegaray, Rosalía Vila Tobella és Stillz, rendezők
- A Band A Brotherhood A Barn – Neil Young és Crazy Horse
  - Dhlovelife, rendező; Gary Ward, producer

## Speciális díjak

### MusiCares Az év személye
- Berry Gordy
- Smokey Robinson

Életmű-díj
- The Supremes
- Nirvana
- Ma Rainey
- Nile Rodgers
- Ann Wilson and Nancy Wilson
- Bobby McFerrin
- Slick Rick

Legjobb dal társadalmi változásért

## Legtöbb díj
| Négy: - Beyoncé - Maverick City Music Három: - Brandi Carlile - Kirk Franklin - Kendrick Lamar - Bonnie Raitt | Kettő: - Jeremy Hatcher - Tobias Jesso Jr. - Samara Joy - Randy Merrill - Willie Nelson - Yannick Nézet-Séguin - Ozzy Osbourne - Harry Styles - The-Dream - Wet Leg |

## Legtöbb jelölés
| Kilenc: - Beyoncé Nyolc: - Kendrick Lamar Hét: - Adele - Brandi Carlile Hat: - Mary J. Blige - Future - DJ Khaled - Randy Merrill - Harry Styles - The-Dream Öt: - Doja Cat - Serban Ghenea - Jay-Z - Lizzo - Maverick City Music - Yannick Nézet-Séguin | Négy: - ABBA - Beach Noise (Jake Kosich, Johnny Kosich, Matt Schaeffer) - Boi-1da - Lucky Daye - D’Mile - Drake - Tom Elmhirst - H.E.R. - Kid Harpoon - Jeremy Hatcher - Steve Lacy - Miranda Lambert - Michelle Mancini - Manny Marroquin - Ozzy Osbourne - Bonnie Raitt - Christopher Stewart - Taylor Swift |